# 集塊岩

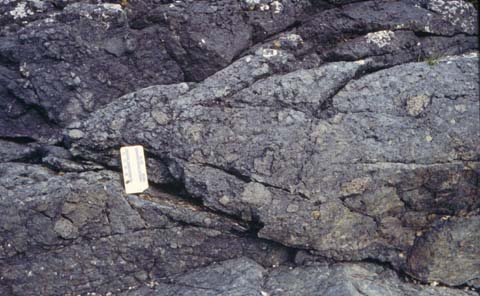

集塊岩(英語：Agglomerate)是火山運動所產生的火成岩，通常為大型的火山物質的混合岩塊，多見於火山活動的中心區域。它被定義為至少含75%的火山彈（Bomb）的岩石，通常為粗粒的混合質熔岩碎塊混合在火山灰基質中。
堆積在火山口附近、覆蓋於火山坡面或散佈於火山附近之廣大地區之火山碎屑物，凝固成大小不等之岩塊，稱火山碎屑岩(volcanic breccia)或集塊岩(agglomerates)。集塊岩中之大者比房子還大，小者可充填於大岩塊之隙縫中。